# Porphyrios-Häusersystem
Das Porphyrios-Häusersystem ist in der Astrologie ein sogenanntes inäquales Häusersystem, also eine Aufteilung des Tierkreises in Häuser, bei dem die Häuser verschieden groß sind, und gilt als das einfachste und älteste dieser Systeme.
Bei diesem Verfahren wird jeder der vier Quadranten des Tierkreises, also der durch die beiden Achsen Aszendent-Deszendent und Medium coeli-Imum coeli entstehenden Vierteilung des Tierkreises und drei gleiche Teile geteilt wird.
Das System ist benannt nach dem antiken Astrologen und Philosophen Porphyrios, der es als erster verwendet haben soll. Es herrscht aber Uneinigkeit darüber, ob es nicht schon von dem älteren Vettius Valens beschrieben worden ist. Anlass zu der Kontroverse gibt die folgende Stelle in der Anthologiae

„Man muss den Abstand vom Stundenschauer-Grad [= Aszendenten-Grad] bis zum Eckpunkt unter der Erde [= Imum coeli] nehmen, ein Drittel von der dann vorliegenden Zahl berechnen, dann vom Stundenschauer-Grad ausgehend nacheinander zu zählen beginnen und diese Grade und die diesen diametral gegenüberliegenden als kraftvoll bestimmen; das andere Drittel der Grade wieder muss man als mittelmäßig ansehen, weder besonders wohltätig noch schädlich, und zwar wegen des Nach-Aufgangs des Stundenschauers, der Göttin und des Diameters des Gottes. Also wird das zweite Drittel mittelmäßig und das letzte Drittel schädlich und schlecht.“

Das Verfahren der Drittelung der Quadranten ist bei Valens an sich klar beschrieben. Valens schreibt dabei dem jeweils ersten Drittel (1., 4., 7. und 10. Haus) eine kräftige und wohltuende Wirkung, dem zweiten Drittel (2., 5., 8. und 11. Haus) eine mittelmäßige bzw. neutrale und dem letzten Drittel (3., 6., 9. und 12. Haus) eine schwache bzw. schädliche Wirkung zu. Dies entspricht der noch heute gebräuchlichen Einteilung in kardinale, fixe und fallende Häuser.
Es wird jedoch argumentiert, dieses Verfahren liefere keine Aufteilung in 12 Häuser mit jeweils unterschiedlichen Eigenschaften, sondern beschreibe die mehr oder minder starke/wohltuende bzw. schwache/schädliche Wirkung der 4 Eckpunkte bzw. der Gestirne in deren Nähe innerhalb eines jeden Quadranten.
Das System wurde auch von Antiochos von Athen beschrieben, der von Porphyrios in dessen Kommentar zu Ptolemäus zitiert wurde und daher wurde Robert Hand zufolge die Methode nach Porphyrios benannt.